# Mieroszów
Mieroszów é um município da Polônia, na voivodia da Baixa Silésia e no condado de Wałbrzych. Estende-se por uma área de 10,31 km², com 4 203 habitantes, segundo os censos de 2016, com uma densidade de 407,7 hab/km².